# Mammillaria albilanata
Mammillaria albilanata är en kaktusväxtart som beskrevs av Curt Backeberg. Mammillaria albilanata ingår i släktet Mammillaria och familjen kaktusväxter.

## Underarter
Arten delas in i följande underarter:
- M. a. albilanata
- M. a. oaxacana
- M. a. reppenhagenii
- M. a. tegelbergiana

## Bildgalleri

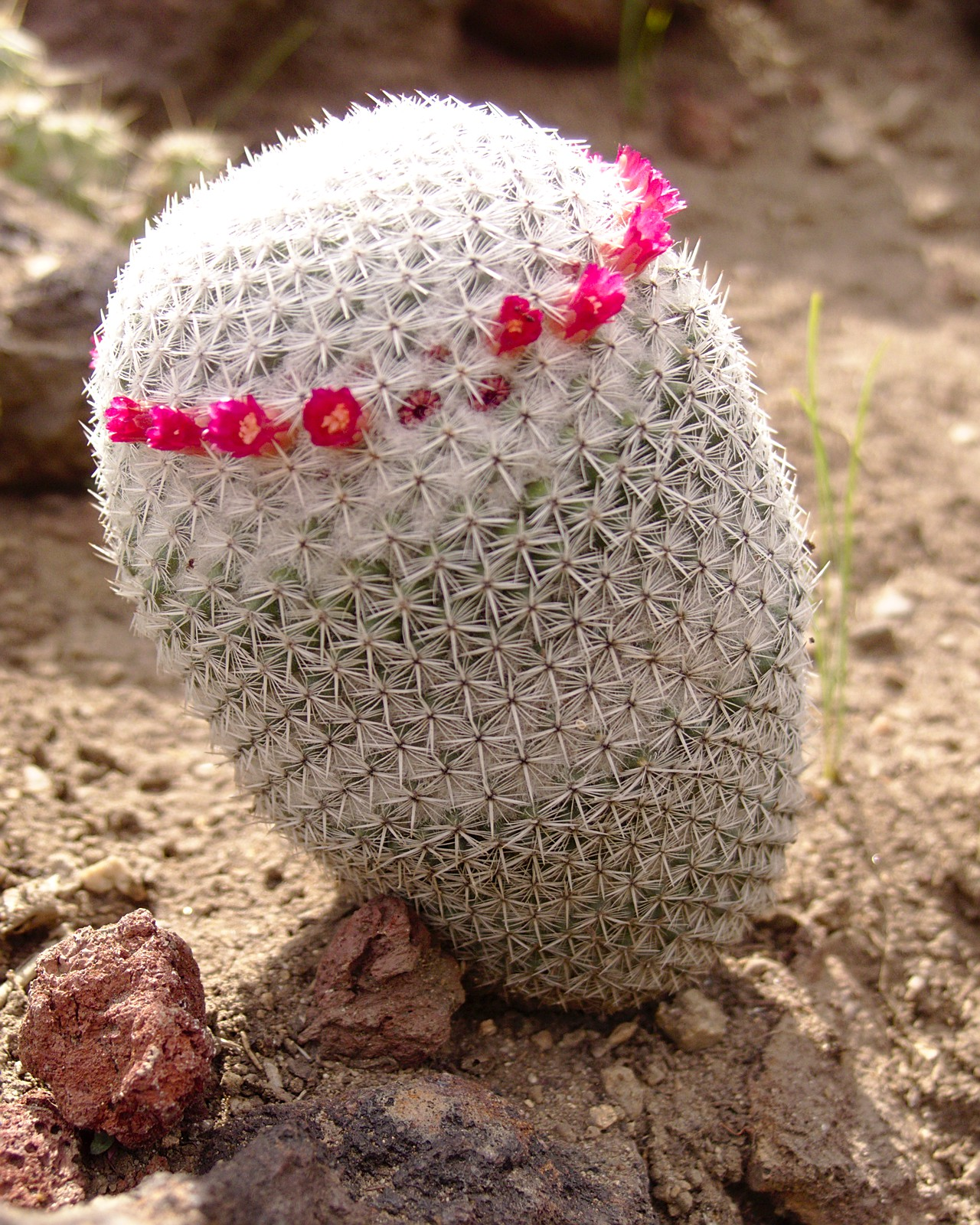
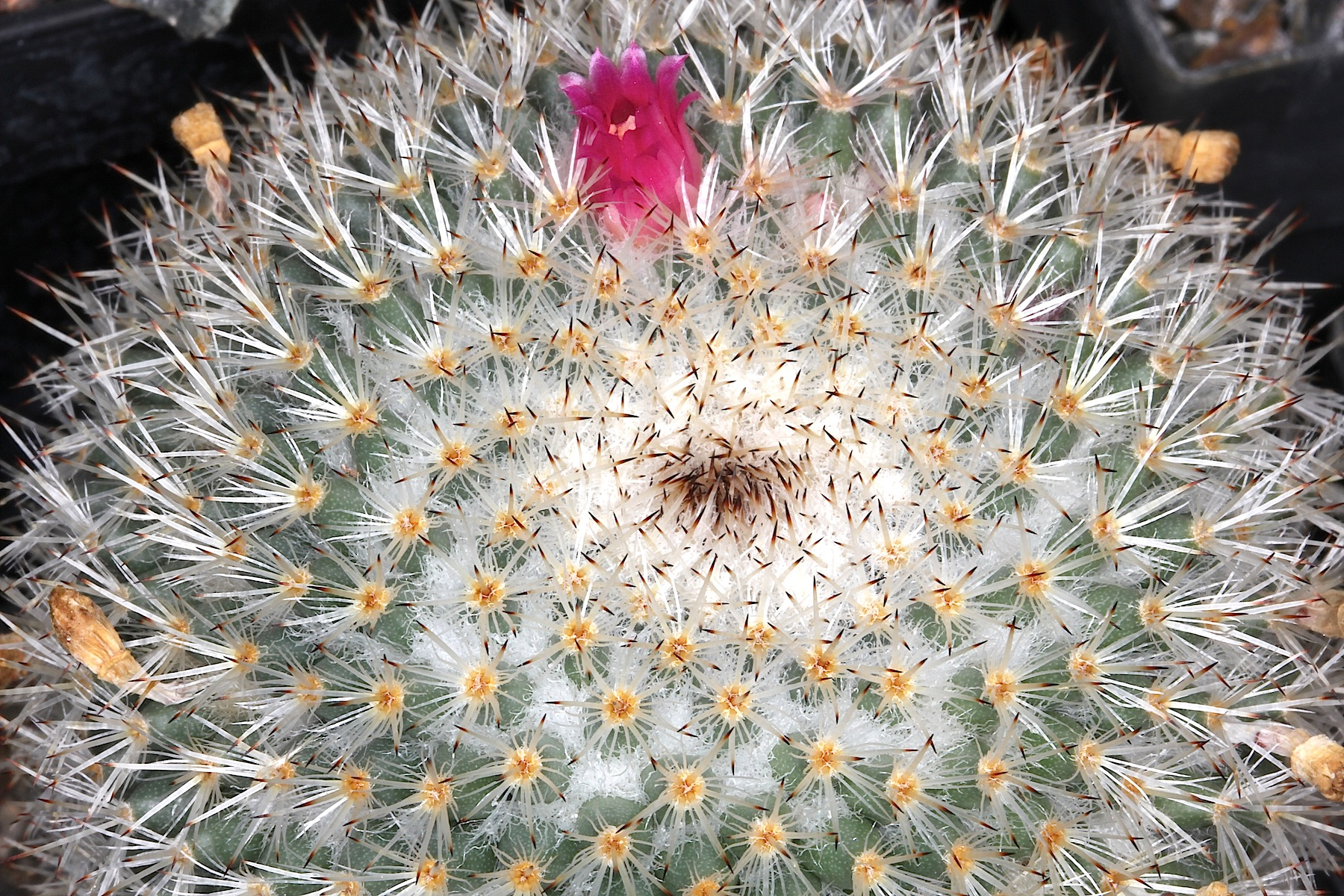